# Astenia
Astenia ou debilidade (do grego a-/an-, "sem" e sthénos, "vigor") é um termo empregado em medicina para designar uma fraqueza orgânica, porém sem perda real da capacidade muscular. Caso ocorra perda muscular, passa a ser chamado de miastenia. Já a fraqueza mental é chamada de neurastenia. 
O cansaço e fraqueza são mecanismos adaptativos para prevenir lesões por esforço excessivo e para conservar energia.

## Causas
Pode ser causada por:
- Anemias;
- Diabetes;
- Distúrbios do sono;
- Desnutrição;
- Dor crônica;
- Desidratação e distúrbio de eletrólitos;
- Depressão;
- Esclerose Múltipla
- Efeito colateral de medicamentos;
- Exaustão mental;
- Excesso de exercícios físicos;
- Fibromialgia;
- Síndrome de ativação de mastócitos[3]
- Gravidez;
- Hipotireoidismo;
- Infecções com febre (virais, bacterianas, parasitárias ou fúngicas);
- Insuficiência respiratória;
- Problemas endócrinos;
- Problemas renais;
- Pressão baixa;
- Reação adversa a substâncias;
- Síndrome de abstinência;
- Síndrome da fadiga crônica;
- Transtornos metabólicos como hipocalcemia;
- Toxinas.

## Tipos
As causas podem ser dividas entre centrais, por problemas no sistema nervoso central como depressão e insônia, ou periféricos, por problemas na musculatura como hipoglicemia e esclerose múltipla. Algumas afetam ambos como a anemia, desnutrição e hipotiroidismo.

## Prevenção
Exercícios regulares e uma dieta saudável aumentam a energia disponível tanto a nível central como a nível periférico.
O tratamento da fraqueza depende do diagnóstico e tratamento da causa primária.